# Abe Masahiro
Abe Masahiro est un nom japonais traditionnel ; le nom de famille (ou le nom d'école), Abe, précède donc le prénom (ou le nom d'artiste).
Abe Masahiro (阿部 正弘, né le 3 décembre 1819) à Edo (Tokyo) et décédé le 6 août 1857 dans la même ville est le conseiller supérieur en chef du shogunat Tokugawa à l'époque de l'arrivée du commodore Matthew Perry. Contre les souhaits du shogun et ceux de nombreux autres représentants du gouvernement, il travaille à l'ouverture du Japon à l'Occident, signe la convention de Kanagawa en 1854 et d'autres traités inégaux peu de temps après.

## Biographie

### Jeunesse
Sixième fils d'Abe Masakiyo, 5e daimyo du domaine de Fukuyama, Abe Masahiro naît dans la résidence de sa famille à l'extérieur du château d'Edo. À la mort de son père en 1826, son frère aîné Masayasu devient seigneur de Fukuyama et Masakiyo est envoyé au naka-yashiki du domaine (résidence au centre), à Hongō, Edo (aujourd'hui arrondissement de Bunkyō à Tokyo). Cependant, en 1836, Masayasu adopte son jeune frère comme héritier. Abe Masakiyo parvient à devenir le chef de famille lors de la retraite de son frère au début de 1837 et devient ainsi daimyo de Fukuyama, ce qui lui est l'occasion de s'y rendre en faisant le long voyage à pied.

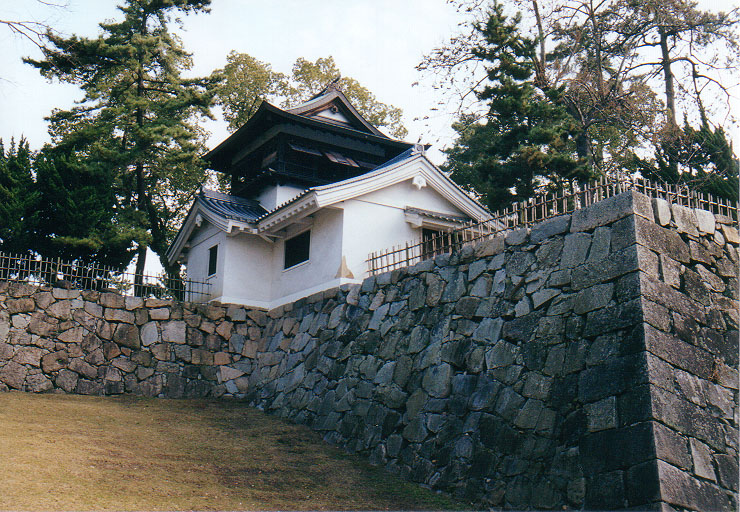
Clocher du château de Fukuyama, siège du domaine des Abe.

### Carrière au sein du shogunat Tokugawa
Abe est nommé sōshaban (« maître de cérémonie ») en 1838. En 1840, il est nommé au poste de jisha-bugyō (« ministre des sanctuaires et des temples ») et devient rōjū trois ans plus tard en 1843 et déménage pour s'installer dans la résidence de la famille Abe à Tatsunokuchi, à l'extérieur du château d'Edo. Il devient rōjū shuza (老中首座, « conseiller supérieur en chef ») la même année après que Mizuno Tadakuni perd sa charge en raison de l'échec des réformes Tenpō. Tout au long du règne des 12e et 13e shoguns Ieyoshi et Iesada, Abe travaille à unifier la politique du shogunat ainsi qu'à renforcer ses défenses pour aider à maintenir sa politique isolationniste. Il supervise la reconstruction de l'enceinte ouest du château d'Edo en 1852 et en est récompensé par une augmentation de 10 000 koku de revenu. Dans le même temps, il garde le shogunat informé des développements politiques étrangers, tels que l'éclatement de la première guerre de l'opium.

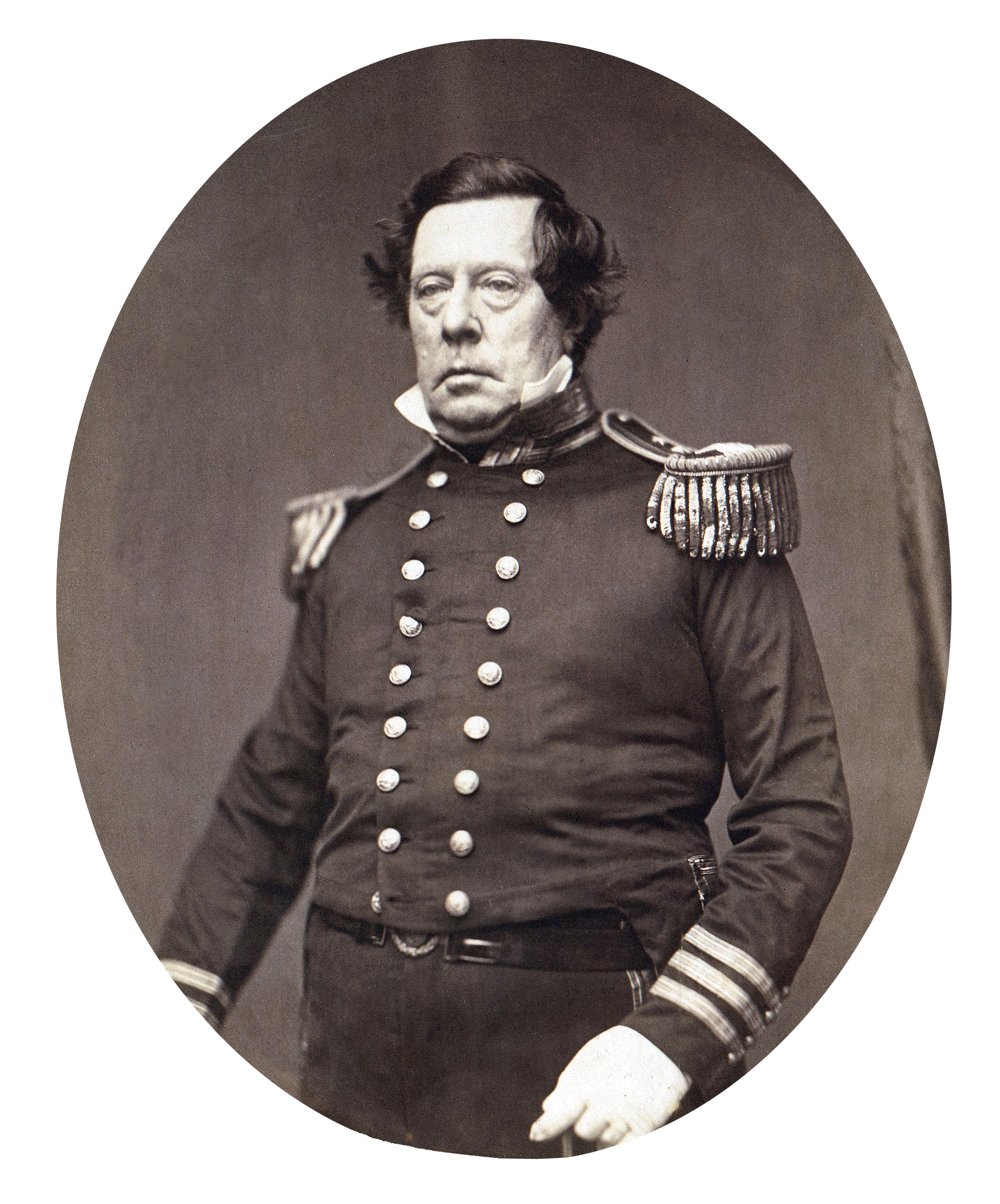
Commodore Matthew C. Perry.

Le célèbre épisode de la diplomatie de la canonnière du commodore Perry survient au début de 1854. Abe Masahiro est l'un des hauts responsables du shogunat à rencontrer Perry et ses officiers pour négocier des accords entre les deux pays. Le 31 mars, il signe la convention de Kanagawa marquant les débuts de l'ouverture du Japon et l'intention d'entretenir des rapports d'amitié avec les États-Unis. Le traité permet aux Américains l'utilisation de certains sites japonais comme stations de ravitaillement en charbon, l'ouverture de plusieurs ports au commerce et l'établissement d'un consulat. Abe Masahiro signe ensuite des traités similaires avec l'empire russe, les Pays-Bas et le Royaume-Uni très peu de temps après.
Toute cette activité finit par soulever une forte opposition au sein du gouvernement shogunal et entre les factions politiques réunies autour du slogan Sonnō jōi (尊皇攘夷, « Révérer l'Empereur, expulser les barbares »). Abe Masahiro démissionne finalement en octobre 1855 pour être remplacé par Hotta Masayoshi qui cherche à annuler une grande partie de l'œuvre d'Abe et à refermer une fois de plus le Japon sur lui-même.

### Fin de vie
Malgré sa démission, Abe Masahiro continue d'exercer une influence notable jusqu'à sa mort. Il aide à la formation d'une armée moderne, préconise l'étude des sciences occidentales et soutient l'idée de sélection par le gouvernement d'hommes de talent, même de basse extraction, pour servir en tant que travailleurs ou fonctionnaires.
Il meurt en 1857 et son neveu, Abe Masanori, lui succède.

## Source de la traduction
- (en) Cet article est partiellement ou en totalité issu de l’article de Wikipédia en anglais intitulé « Abe Masahiro » (voir la liste des auteurs).

### Lectures complémentaires
- Doi Ryōzō (土居良三), Kaikoku e no fuseki: hyōden, rōjū shuza Abe Masahiro (開国への布石: 評伝・老中首座阿部正弘), Tokyo, Miraisha (未來社),‎ 2000.
- George Feifer, Breaking open Japan: Commodore Perry, Lord Abe, and American imperialism in 1853, New York, Smithsonian Books/Collins, 2006.
- Watanabe Shūjirō (渡辺修二郎), Abe Masahiro jiseki (阿部正弘事蹟), Tokyo, Tokyo Daigaku Shuppankai (東京大學出版會),‎ 1978.
- Conrad Totman, « From Sakoku to Kaikoku: The Transformation of Foreign-Policy Attitudes, 1853-1868 », Monumenta Nipponica, vol. 35, no 1,‎ 1980, p. 1-19.
- Conrad Totman, The Collapse of the Tokugawa Bakufu 1862-1868, Honolulu, University of Hawai'i Press, 1980.